# Кларк, Василий Егорович
Василий Егорович Кларк (англ. Basil Clark; ок. 1770 — 3 января 1842) — шотландский и российский горный техник, механик, оружейник.

## Биография
Сын шотландского мастер-металлурга Джорджа Кларка. В 1786 году перебрался в Россию с отцом и Чарльзом Гаскойном. Со следующего года — на Александровском пушечно-литейном заводе.
В 1789 году был отправлен в Петербург для починки изготовленного его отцом макета доменной печи, который был повреждён при перевозке из Петрозаводска.
Способствовал удешевлению процесса литья пушек на заводе, проведя испытания по замене английского каменного угля на олонецкий древесный уголь и многократной переплавке чугуна.
В 1819 году при посещении завода императором Александром I получил из его рук орден Владимира 4-й степени.
С 1822 года до смерти — управляющий Александровского завода (при горных начальниках А. А. Фуллоне и Р. А. Армстронге).
В 1829 году получил чин обер-бергмейстера (7-й класс Табели о рангах).
Умер 3 января 1842 года. Похоронен на Немецком кладбище Петрозаводска.

## Семья
Жена — Евгения Иванова.
Братья и сыновья Василия Кларка также занимались горным делом, в частности брат Матвей Кларк был управляющим Александровским чугунолитейным заводом в Петербурге.